# 索夫昂 (加利福尼亚州)
索夫昂（英文：Solvang），又稱「丹麦村」，是美国加利福尼亚州圣巴巴拉县下属的一座城市，建市于1985年5月1日，以丹麥式建築以及丹麥食物著稱，面积 大约为2.43平方英里 (6.3平方公里)。根据2010年美国人口普查，该市有人口5,245人。而英文Solvang原是丹麥語，意思是陽光明媚的地方。

## 地理和氣候
索夫昂位於34°35'38“N 120°8'23”W ，在505英尺（154米）高度，這裡距離洛杉磯約三小時車程，氣候宜人，土地肥沃。按照美國人口普查局指出 ，城市有2.4平方英里（6.2 平方公里 ），它的99.95％。索夫昂可以全年享受陽光，有溫暖的早上，涼爽的夜晚。 平均溫度達到80°F。每年平均降水量為19.31英寸(1964年至2010年間記錄的)。

## 歷史
在1850到1930年之間，許多丹麥移民因為經濟困窘，決定坐船到新大陸闖蕩一番。多數丹麥人先落腳於美國的猶他州、密尼蘇達、伊利諾州等地站穩腳步，再往西邊來到加州的丹麥人已經是第二代了，那5位來自丹麥的移民便在加利福尼亚州圣巴巴拉县的西北方買下了這塊寶地，他們先設立了學校、旅館、及公司，廣邀丹麥裔美國人進駐，慢慢形成了這個具有鮮明丹麥特色的小鎮－索夫昂 (Solvang)了。